# Maison Chapais
La maison Chapais est une maison bourgeoise située à Saint-Denis-De La Bouteillerie au Québec (Canada). Elle a été construite 1833 et 1834 pour Jean-Charles Chapais, homme d'affaires et homme politique important du XIXe siècle, fondateur de la paroisse de Saint-Denis et un des pères de la Confédération. Elle fut ensuite la maison de son fils, Thomas Chapais, propriétaire et directeur de journaux, homme politique, professeur et historien. La maison a été désignée lieu historique national en 1962 par la commission des lieux et des monuments historiques du Canada. Elle a été classée comme immeuble patrimonial en 1990 par le ministère de la Culture et des Communications.